# Arrou
Arrou är en kommun i departementet Eure-et-Loir i regionen Centre-Val de Loire i norra Frankrike. Kommunen ligger i kantonen Cloyes-sur-le-Loir som tillhör arrondissementet Châteaudun. År 2018 hade Arrou 1 432 invånare.

## Befolkningsutveckling
Antalet invånare i kommunen Arrou
Referens:INSEE